# Peachia quinquecapitata
Peachia quinquecapitata is een zeeanemonensoort uit de familie Haloclavidae.
Peachia quinquecapitata is voor het eerst wetenschappelijk beschreven door McMurrich in 1913.